# جون لانغ (لاعب دوري الرغبي نيوزيلندي)
جون لانغ (بالإنجليزية: John Lang)‏ هو لاعب دوري الرغبي نيوزيلندي، ولد في 1 أغسطس 1896، وتوفي في 29 نوفمبر 1971.